# Musca transvaalensis
Musca transvaalensis är en tvåvingeart som beskrevs av Zielke 1971. Musca transvaalensis ingår i släktet Musca och familjen husflugor. Inga underarter finns listade i Catalogue of Life.